# De Karmeliet
De Karmeliet was een restaurant in het centrum van de Belgische stad Brugge. Het was een van de drie Belgische restaurants met drie Michelinsterren. De chef is Geert Van Hecke.
Het restaurant werd geopend in 1983. De eerste locatie was op de hoek van de Carmersstraat en de Jeruzalemstraat, rechtover de plek waar tot aan de Franse Revolutie een karmelietenklooster stond, vandaar de naam De Karmeliet. Reeds in 1985 ontving de chef een eerste Michelinster. In 1989 volgde een tweede ster en de verhuis naar een groter pand in de Langestraat. Het restaurant bevindt zich sindsdien in een voormalige patriciërswoning. Van 1996 tot de sluiting in 2016 had de chef en het restaurant zijn drie Michelinsterren.
Het restaurant belandde op de 22ste plaats wereldwijd in de Top 50 van het magazine Restaurant in 2003. In 2004 en 2006 werden respectievelijk de 48ste en 47ste positie gehaald. In de Top 100 van 2007 en 2008 werd een 51ste en 79ste plaats gehaald.
Om de hoek opende de chef Geert Van Hecke op 14 januari 2009 een Bistro De Refter, waar een eenvoudigere Belgische keuken aangeboden wordt tegen veel lagere prijzen.
Tot 2007 was Angelo Rosseel zes jaar lang zijn souschef; daarna opende Rosseel zijn eigen restaurant: La Durée, dat in 2008 zijn eerste Michelinster kreeg en in 2013 een tweede heeft gekregen.
De Karmeliet sloot de deuren op 30 september 2016.